# Club Atlético Tiro Federal Argentino
El Club Atlético Tiro Federal Argentino és un club de futbol argentí de la ciutat de Rosario a la província de Santa Fe.

## Història
El club va ser fundat el 29 de març de 1905 al barri de Ludueña, a Rosario. Es va afiliar a la Lliga de Rosario el 1907 i disputà la Copa Nicasio Vila (campionat de primera divisió), on fou campió els anys 1920, 1925 i 1926. Fou campió oficiós argentí el 1920 quan guanyà la Copa Dr. Carlos Ibarguren al Boca Juniors per 4 a 0.
Durant l'època professional fou campió de Rosario quatre anys consecutius entre 1998 i 2001. Ascendí a les categories nacionals argentines, fins que el 2004/2005 es proclamà campió de la Primera B Nacional, i ascendí a la màxima categoria del futbol argentí.

## Palmarès

### Torneigs Regionals
- Campionat de Rosario de futbol amateur (3): 1920, 1925, 1926[1]
- Campionat de Rosario de futbol professional (4): 1998, 1999, 2000. 2001
- Segona Divisió de Rosario (Copa Santiago Pinasco) (4): 1907, 1918, 1920, 1925
- Tercera Divisió de Rosario (4): 1908, 1918, 1919, 1929

### Torneigs Nacionals
- Copa Dr. Carlos Ibarguren (1): 1920
- Primera B Nacional: Apertura 2004
- Torneo Argentino A: Clausura 2003
- Torneo Argentino B: 1998-99
- Primera C Argentina: 1952

### Torneigs Amistosos
- Copa Semanario Reflejos: 1922

## Estadi
El Fortín de Ludueña fou inaugurat, després d'una reconstrucció, el 9 de desembre de 2001, amb un partit enfront San Martín de Tucumán, que acabà amb empat a 2.